# Felsőzsolca vasútállomás
Felsőzsolca vasútállomás egy Borsod-Abaúj-Zemplén vármegyei vasútállomás, Felsőzsolca településen, a MÁV üzemeltetésében. A település központjától körülbelül 3 kilométerre délre (kis részben Alsózsolca területére is átnyúlva), külterületek között fekszik, a 3606-os út vasúti keresztezése mellett; közúti elérését az abból kiágazó 36 302-es számú mellékút teszi lehetővé.

## Vasútvonalak
Az állomást az alábbi vasútvonalak érintik:
- Felsőzsolca–Hidasnémeti-vasútvonal
- Budapest–Sátoraljaújhely-vasútvonal

## Kapcsolódó állomások
A vasútállomáshoz az alábbi állomások vannak a legközelebb:
- Miskolc-Tiszai vasútállomás (Miskolc-Tiszai vasútállomás, Budapest–Sátoraljaújhely-vasútvonal)
- Onga vasútállomás (Hidasnémeti vasútállomás, Felsőzsolca–Hidasnémeti-vasútvonal)
- Hernádnémeti-Bőcs vasútállomás (Szerencs vasútállomás, Budapest–Sátoraljaújhely-vasútvonal)

## Forgalom
| Járat        | Útvonal | Gyakoriság          |
| ------------ | --- | ------------------- |
| személyvonat | Miskolc-Tiszai – Felsőzsolca – Hernádnémeti-Bőcs – Tiszalúc – Taktaharkány – Taktaszada – Szerencs – Mezőzombor – Tarcal – Tokaj – Rakamaz – Virányos – Görögszállás – Nyírtelek – Füzesbokor – Nyíregyháza | 1-2 óránként        |
| személyvonat | Miskolc-Tiszai – Felsőzsolca – Onga – Szikszó-Vásártér – Szikszó – Aszaló – Halmaj – Csobád – Ináncs – Forró-Encs – Méra – Novajidrány – Hernádszurdok – Hidasnémeti | 2 óránként          |
| személyvonat | Füzesabony – Szihalom – Mezőkövesd – Mezőkövesd felső – Mezőkeresztes-Mezőnyárád – Csincse – Emőd – Nyékládháza – Miskolc-Tiszai – Felsőzsolca – Hernádnémeti-Bőcs – Tiszalúc – Taktaharkány – Taktaszada – Szerencs – Mezőzombor – Bodrogkeresztúr – Szegi – Erdőbénye – Olaszliszka-Tolcsva – Bodrogolaszi – Sárospatak – Sátoraljaújhely | 2 óránként          |
| személyvonat | Miskolc-Tiszai – Felsőzsolca – Hernádnémeti-Bőcs – Tiszalúc – Taktaharkány – Taktaszada – Szerencs – Mezőzombor – Bodrogkeresztúr – Szegi – Erdőbénye – Olaszliszka-Tolcsva – Bodrogolaszi – Sárospatak – Sátoraljaújhely | Napi 2 pár          |
| gyorsvonat   | Nyíregyháza → Rakamaz → Tokaj → Szerencs → Taktaszada → Taktaharkány → Tiszalúc → Hernádnémeti-Bőcs → Felsőzsolca → Miskolc-Tiszai | Napi 1 Miskolc felé |